# Campeonato Mundial de Esqui Estilo Livre de 2019 - Aerials feminino
A prova do aerials feminino do Campeonato Mundial de Esqui Estilo Livre de 2019 foi realizada entre os dias 5 e 6 de fevereiro na cidade de Park City,  em Utah, nos Estados Unidos. 

## Medalhistas
| Ouro                           | Prata                 | Bronze           |
| Aliaksandra Ramanouskaya (BLR) | Liubov Nikitina (RUS) | Xu Mengtao (CHN) |

## Resultados
Um total de 20 esquiadores participaram da competição.  A prova ocorreu dia 5 de fevereiro com inicio às 20:00. As 12 melhores avançaram para a final.

### Qualificação
| Pos. | Bib | Ordem de saída | Nome                     | Nacionalidade  | Salto 1     | Salto 2     | Notas       |
| ---- | --- | -------------- | ------------------------ | -------------- | ----------- | ----------- | ----------- |
| 1    | 1   | 12             | Xu Mengtao               | China          | 85.05       |             | Q           |
| 2    | 6   | 21             | Liubov Nikitina          | Rússia         | 80.32       |             | Q           |
| 3    | 9   | 2              | Laura Peel               | Austrália      | 80.01       |             | Q           |
| 4    | 2   | 7              | Shao Qi                  | China          | 80.01       |             | Q           |
| 5    | 10  | 11             | Olga Polyuk              | Ucrânia        | 79.06       |             | Q           |
| 6    | 12  | 22             | Aliaksandra Ramanouskaya | Bielorrússia   | 75.60       |             | Q           |
| 7    | 21  | 20             | Zhanbota Aldabergenova   | Cazaquistão    | 75.60       | 69.60       | Q           |
| 8    | 11  | 10             | Ashley Caldwell          | Estados Unidos | 74.02       | 42.63       | Q           |
| 9    | 23  | 9              | Akmarzhan Kalmurzayeva   | Cazaquistão    | 71.63       | 50.18       | Q           |
| 10   | 7   | 4              | Sofia Alekseeva          | Rússia         | 64.09       | 68.97       | Q           |
| 11   | 22  | 6              | Morgan Northrop          | Estados Unidos | 68.04       | 65.83       | Q           |
| 12   | 19  | 1              | Emma Weiß                | Alemanha       | 66.97       | 47.84       | Q           |
| 13   | 20  | 5              | Kaila Kuhn               | Estados Unidos | 62.35       | 65.72       |             |
| 14   | 8   | 16             | Xu Sicun                 | China          | 61.11       | 65.54       |             |
| 15   | 13  | 18             | Carol Bouvard            | Suíça          | 36.83       | 64.89       |             |
| 16   | 3   | 3              | Xu Nuo                   | China          | 64.57       | 57.71       |             |
| 17   | 4   | 13             | Madison Varmette         | Estados Unidos | 63.94       | 42.92       |             |
| 18   | 5   | 8              | Winter Vinecki           | Estados Unidos | 55.44       | 21.75       | T 15.0      |
| 19   | 15  | 19             | Brittany George          | Austrália      | 55.44       | 53.07       | T 14.1      |
| 20   | 16  | 15             | Catrine Lavallée         | Canadá         | 17.32       | 41.47       |             |
| —    | 14  | 17             | Marzhan Akzhigit         | Cazaquistão    | Não começou | Não começou | Não começou |
| —    | 24  | 14             | Zhibek Arapbayeva        | Cazaquistão    | Não começou | Não começou | Não começou |

### Final
A final foi iniciada às 19:00 do dia 6 de fevereiro. 
| Pos.              | Bib | Nome                     | Nacionalidade  | Salto 1 | Salto 2 | Melhor | Salto 3 | Notas    |
| ----------------- | --- | ------------------------ | -------------- | ------- | ------- | ------ | ------- | -------- |
| Medalha de ouro   | 12  | Aliaksandra Ramanouskaya | Bielorrússia   | 103.11  | DNS     | 103.11 | 113.18  |          |
| Medalha de prata  | 6   | Liubov Nikitina          | Rússia         | 83.16   | 91.29   | 91.29  | 89.88   | Tie 17.7 |
| Medalha de bronze | 1   | Xu Mengtao               | China          | 90.94   | 74.65   | 90.94  | 89.88   | Tie 17.0 |
| 4                 | 9   | Laura Peel               | Austrália      | 83.16   | 86.01   | 83.16  | 87.77   |          |
| 5                 | 11  | Ashley Caldwell          | Estados Unidos | 86.19   | 66.11   | 86.19  | 58.81   |          |
| 6                 | 7   | Sofia Alekseeva          | Rússia         | 85.68   | 64.09   | 85.68  | 37.80   |          |
| 7                 | 10  | Olga Polyuk              | Ucrânia        | 82.08   | 69.37   | 82.08  |         |          |
| 8                 | 23  | Akmarzhan Kalmurzayeva   | Cazaquistão    | 78.88   | 59.28   | 78.88  |         |          |
| 9                 | 21  | Zhanbota Aldabergenova   | Cazaquistão    | 50.71   | 73.95   | 73.95  |         |          |
| 10                | 2   | Shao Qi                  | China          | 68.98   | 73.66   | 73.66  |         |          |
| 11                | 19  | Emma Weiß                | Alemanha       | 68.90   | 73.24   | 73.24  |         |          |
| 12                | 22  | Morgan Northrop          | Estados Unidos | 54.18   | 54.63   | 54.63  |         |          |

Legenda
| Recorde mundial       | Recorde mundial (World record)               |                       | Recorde africano                      | Recorde africano (African) |                                           | Q | Classificado por posição (Qualified) |
| Recorde do campeonato | Recorde do campeonato (Championship record)  | Recorde da América    | Recorde da América (Americas)         | q                          | Classificado por melhor tempo (Qualified) |   |                                      |
| Melhor marca do ano   | Melhor marca do ano (World leading)          | Recorde asiático      | Recorde asiático (Asian)              | DNS                        | Não largou (Did not start)                |   |                                      |
| Recorde nacional      | Recorde nacional (National record)           | Recorde europeu       | Recorde europeu (European)            | DNF                        | Não terminou (Did not finish)             |   |                                      |
| Recorde pessoal       | Recorde pessoal do atleta (Personal best)    | Recorde da Oceania    | Recorde da Oceania (Oceania)          | DSQ / DQ                   | Desclassificado (Disqualified)            |   |                                      |
| Recorde da temporada  | Recorde da temporada do atleta (Season best) | Recorde sul-americano | Recorde sul-americano (South America) | NM                         | Sem marca (No mark)                       |   |                                      |